# Чемпионат Азербайджана по борьбе 2008
Чемпионат Азербайджана по борьбе 2008 года проходил в Баку с 5 по 8 января. Соревнования среди мужчин проходили по вольной и греко-римской борьбе на АБУ-Арене. Всего разыгрывалось 14 комплектов медалей. Согласно решению решению руководства Федерации борьбы Азербайджана, каждый чемпион получил по 3000 долларов США, а его тренер — 500 долларов, финалисты получили по 1500 долларов, а обладатели бронзовых наград — по 1000 долларов.

## Медалисты

### Вольная борьба
| Категория | Золото                  | Серебро               | Бронза                              |
| --------- | ----------------------- | --------------------- | ----------------------------------- |
| до 55 кг  | Абиль Ибрагимов         | Намик Севдимов        | Намик Абдуллаев Джейхун Алиев       |
| до 60 кг  | Аллахверди Велиев       | Этимад Гурбанов       | Бахруз Нифиев Наби Ханифаев         |
| до 66 кг  | Эмин Азизов             | Гылман Новрузов       | Рамазан Абдурахманов Намик Гейбатов |
| до 74 кг  | Чамсулвара Чамсулвараев | Хаган Сулейманов      | Ашраф Алиев Азер Исрафилов          |
| до 84 кг  | Шариф Шарифов           | Науруз Темрезов       | Турал Алиев Ильхам Абидов           |
| до 96 кг  | Хетаг Гозюмов           | Джамаладдин Магомедов | Мехман Имангулиев Эльдар Атакишиев  |
| до 120 кг | Али Исаев               | Максим Прохоров       | Нияз Мамедов Мурад Муртузалиев      |

### Греко-римская борьба
| Категория | Золото           | Серебро          | Бронза                             |
| --------- | ---------------- | ---------------- | ---------------------------------- |
| до 55 кг  | Натик Багиров    | Джавид Абдуллаев | Ровшан Байрамов Сардар Сулейманов  |
| до 60 кг  | Фуад Алиев       | Закир Абдуллаев  | Анар Асадов Сакит Джалилов         |
| до 66 кг  | Рафик Гусейнов   | Эмин Ахмедов     | Хусамеддин Раджабов Эльшад Сафаров |
| до 74 кг  | Ильгар Абдулов   | Эльбрус Мамедов  | Эльгиз Мамедов Самед Чопсиев       |
| до 84 кг  | Шалва Гадабадзе  | Араз Гусейнов    | Хабиб Юсифзаде Сабухи Гумбатов     |
| до 96 кг  | Айдын Сафаров    | Малик Залов      | Джейхун Бахишев Джавидан Гасанов   |
| до 120 кг | Джалал Бахадуров | Заур Мирзазаде   | Руфат Алиев Муса Мирзаев           |